# Eiserne Front

Símbolo del Frente de Hierro, sin el círculo.

El Frente de Hierro (en alemán: Eiserne Front) fue una organización paramilitar contra los nazis formada en la República de Weimar por socialdemócratas, sindicalistas y liberales.

## Historia

El Círculo Antifascista, con las tres flechas en el interior.

Fue formado el 16 de diciembre de 1931 por el Partido Socialdemócrata (SPD) con la Allgemeiner Deutscher Gewerkschaftsbund (ADGB), la Reichsbanner y los clubes deportivos de trabajadores para contrarrestar el Frente de Harzburg de derechas formado por el Partido Nacionalsocialista Obrero Alemán (NSDAP), los Stahlhelm y el Partido Nacional del Pueblo Alemán (DNVP). La organización buscó involucrar a la antigua Reichsbanner, la organización juvenil del SPD y los grupos laborales y liberales como un frente unido. El SPD se unió al Frente de Hierro, realizó manifestaciones masivas, luchó contra los nazis en las calles y se armó. Esto es más de lo que querían los líderes del SPD, pero los trabajadores del SPD se volvieron cada vez más revolucionarios. En 1933, la organización fue prohibida.
Sergei Tschachotin, exasistente del fisiólogo Iván Pavlov en 1931, diseñó su logotipo, el Círculo Antifascista (tres flechas, apuntando hacia el suroeste/hacia la esquina inferior izquierda dentro de un círculo). Diseñado para poder cubrir fácilmente a los nazis. En las esvásticas, el significado de las tres flechas ha sido interpretado de diversas maneras. La actual asociación Reichsbanner dice que las flechas del logotipo representan el SPD, los sindicatos y la Reichsbanner Schwarz-Rot-Gold, así como la fuerza política, económica y física de la clase trabajadora. El símbolo se usó en un cartel electoral del SPD del Reichstag de noviembre de 1932 para representar la oposición a los partidos monárquicos, fascistas y comunistas.
Sobre su formación, Karl Höltermann, presidente de la Reichsbanner, comentó: "El año 1932 será nuestro año, el año de la victoria de la República sobre sus oponentes. Ni un día ni una hora más queremos permanecer a la defensiva. atacamos! Ataque a toda la línea! Debemos ser parte de la ofensiva general. Hoy llamamos, ¡mañana atacamos!".
El símbolo de flecha hacia abajo del Frente de Hierro se sigue utilizando en el siglo XXI para representar el antifascismo.